# Cadet Kelly
Cadet Kelly este un film original Disney Channel unde apare Hilary Duff. Filmul a avut o premieră cu o audiența mare pentru un canal pe vremurile acelea. Acesta a fost al doilea film a lui Duff în care a jucat în rolul principal. Sloganul folosit pentru film a fost: Prea Tare pentru Reguli. Acesta a fost al doilea film Disney Channel filmat în Canada.

## Rezumat
În film este vorba despre Kelly, o fată hyperactivă de clasa a 8a a cărui mamă se căsătorește cu Brigardier General Joe "Sir" Maxwell (Gary Cole). Când noul ei tată devine comandantul unei școli militare, Kelly se înscrie aici deoarece era singura școală din zonă. Kelly prima oară a avut probleme cu integrarea și mai ales în comenzile ofițerului ei, Cadet Căpitan Jennifer Stone (Christy Carlson Romano), care îi plăcea de un student pe nume Cadet Major Brad Rigby (Shawn Ashmore).Este acceptată la concusul între școlile militare etapa regională; ea observă că tatăl său nu a venit , pleacă în căutarea lui împreună cu tatăl său vitreg, lăsând baltă concursul. La Punctul Stâncos își găsește tatăl.Când se întoarce la concurs, ea este pregătită pentru "as-ul din mânecă" al școlii "G. Washington", câștigând locul 2.

## Actori
- Hilary Duff ca Kelly Collins
- Christy Carlson Romano ca Cadet Căpitan Jennifer Stone
- Gary Cole ca Joe Maxwell
- Andrea Lewis ca Carla
- Shawn Ashmore ca Cadet Major Brad Rigby

### Alți actori
- Aimee Garcia ca Gloria
- Sarah Gadon ca Amanda
- Linda Kash ca Samantha
- Nigel Hamer ca Adam
- Avery Saltzman ca Kevin
- Joe Matheson ca Arcașul General
- Beverlee Buzon ca Grace
- Dalene Irvine ca Marla
- Christopher Tai ca Sr. Cadet ofițer
- Josh Wittig ca Cadet gornist
- Edie Inksetter ca profesorul de matematică
- Stewart Arnott ca Capitan Lawrence
- Desmond Campbell ca Lt. Col. Ross
- Tim Post ca Col. Mikkelson
- Martin Roach ca instructor Militar

Necreditați
- Ashley Leggat ca Dansator
- Steve Bryan ca om din spate

## Producție
Prima filmare cu scenele din școală au fost făcute la Robert Land Academy, o școală militară din Canada. Sunt și alte scene filmate în St. Andrew's College, o școală privată din Ontario, Canada. Alte scene au fost filmate cu o unitate militară din Iraq.

### Audiență
1. High School Musical 2 (2007) cu 17,3 milioane de persoane
2. Magicienii din Waverly Place: Filmul (2009) cu 11,4 milioane de persoane
3. Camp Rock (2008) cu 8,9 milioane de persoane
4. Programul de protecție al prințeselor (2009) cu 8,5 milioane de persoane
5. Jump In! (2007) cu 8,2 milioane de persoane
6. Cheetah Girls 2 (2006) cu 8,1 milioane de persoane
7. Cadet Kelly (2002) cu 7,8 milioane de persoane
8. High School Musical (2006) cu 7,7 milioane de persoane
9. Cheetah Girls (2003) cu 6,5 milioane de persoane
10. Cheetah Girls 3 (2008) cu 6,2 milioane de persoane